# Beschwichtigungssignal (Hund)

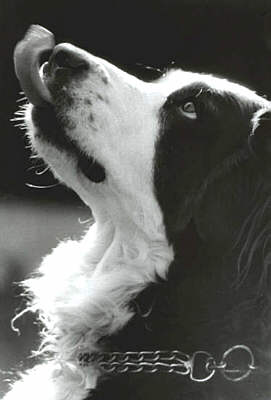
Ein Beispiel für das Verhalten „Züngeln“

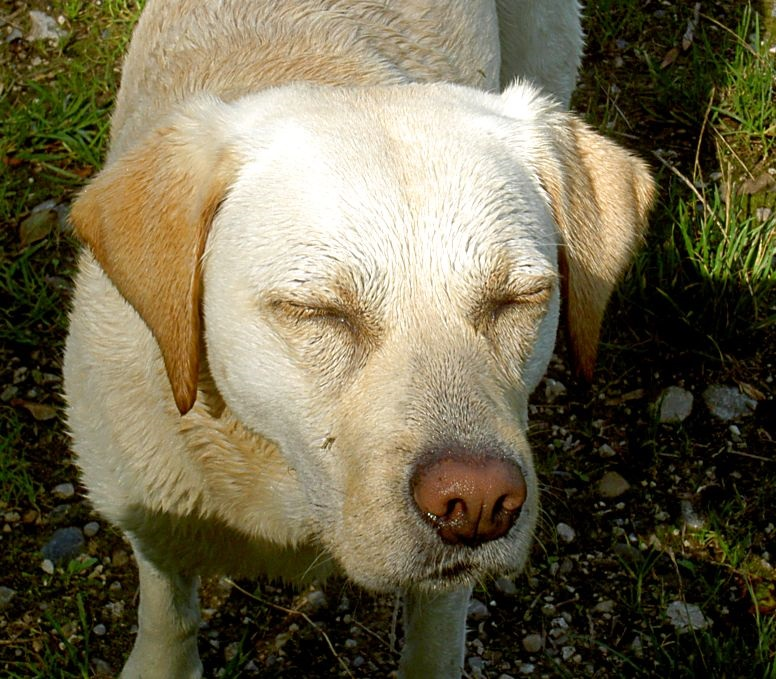
Augen zusammenkneifen: „Blinzeln“

Beschwichtigungssignale (im Englischen Calming signals oder
Appeasement Signals) sind körpersprachliche Signale bei Hunden. Es wird angenommen, dass diese während sozialer Interaktionen zur Kommunikation mit anderen Hunden, aber auch in der Interaktion mit Menschen genutzt werden, um freundliche Gesinntheit zu signalisieren, in angespannten Situation zu deeskalieren und aggressivem Verhalten vorzubeugen.

## Historische Entwicklung
Auch Konrad Lorenz beschäftigte sich mit der Körperhaltung der Hunde, mit denen diese Angst, Unterordnung, Unterwerfung und Aggression ausdrückten. Günther Bloch zeigte später, dass die Lorenzsche Interpretation an einigen Stellen falsch war und genau das Gegenteil ausdrückt hat.
Etwa in den 1980er Jahren begann die Norwegerin Turid Rugaas zusammen mit Ståle Ødegaard ein langfristiges Projekt, um die Beschwichtigungssignale bei Hunden wissenschaftlich fundiert durch Beobachtung zu erforschen und darzustellen. Diese Betrachtungsweise machte sie weit über Norwegen bekannt. Turid Rugaas zog für die Beschreibungen bei Hunden die Untersuchungen von Wissenschaftlern über Kommunikationsformen bei Wölfen heran. Aus ethologischer Sicht handelt es sich bei Beschwichtigungssignalen um umgelenkte Verhaltensweisen, mit denen ein Tier Stress abbaut und versucht, seinen Sozialpartner zu beruhigen.

## Signale
Für einige der Verhaltensweisen, die als Beschwichtigungssignale beschrieben werden, gibt es Studien, die einen Zusammenhang dieser Verhaltensweisen mit einem erhöhten Stresslevel der Hunde aufzeigen. Verhaltensindikatoren für Stress wie Zittern, Winseln, Aggressivität, übermäßiges Bellen und Hecheln werden von den Hundebesitzern häufiger erkannt als eher subtile Verhaltensweisen, die von Turid Rugaas als Calming signals bezeichnet und erstmals erforscht wurden. Nicht immer sind die Signale direkt an ein Gegenüber gerichtet. Es wird also angenommen, dass diese Verhaltensweisen neben dem Ziel, die Eskalation eines Konfliktes zu verhindern, auch dazu dienen, Stress und Spannung abzubauen.
Die Fähigkeit, Konflikte mit Beschwichtigungssignalen abzubauen, ist genetisch veranlagt. Durch Erfahrungen können Hunde allerdings lernen, auf welche Signale ein Gegenüber reagiert. Werden Beschwichtigungssignale vom menschlichen Gegenüber beispielsweise regelmäßig übersehen oder übergangen, können Hunde lernen, dass es notwendig ist, ihr Anliegen deutlicher zu kommunizieren, indem sie beispielsweise knurren oder ihre Zähne zeigen.
Beispiele für Beschwichtigungssignale bei Hundebegegnungen:
- Blick abwenden
- den Kopf abwenden oder senken
- blinzeln („Augen zusammenkneifen“)
- sich abwenden (ganzer Körper)
- züngeln, also sich über Lippen und Nase lecken
- schnüffeln am Boden (ohne erkennbaren Grund)
- Pfote heben
- gähnen
- Vorderkörper tiefstellen (sich strecken)
- Körper und Rute senken und die Ohren zurücklegen[12][2][13]

## Potenziell mehrdeutige Verhaltensweisen
Alle diese Verhaltensweisen treten nicht nur als Beschwichtigungssignale auf, schließlich gähnen Hunde auch bei Müdigkeit, lecken sich die Lippen und die Nase auch nach der Nahrungsaufnahme, lecken sich ihre Lippen, wenn sie um Futter betteln oder kratzen sich bei Juckreiz. Klassisch sind immer auch die unterschiedlichen Ziele eines Signals wie die Absenkung des Vorderkörpers, oft gesehen als Aufforderung zum Spielen, aber eben auch als Beschwichtigungssignal. Es handelt sich hier um sogenannte mehrfach belegte Signale, die situationsabhängig unterschiedliche Bedeutungen haben können.

## Calming signals bei Begegnungen unter Haushunden
In einer Studie mit dem Ziel zu bewerten, ob die von Rugaas beschriebenen Calming signals eine Deeskalation aggressiven Verhaltens bei einem anderen Hund bewirken, ergab, dass bei Begegnungen zwischen Hunden ohne Leine, die sich nicht kannten, mehr Calming signals zu beobachten waren als bei miteinander vertrauten Hunden. Das Wegdrehen des Kopfes, Erstarren, Lecken der eigenen Nase, Sich-klein-Machen und Anheben der Pfoten wurden häufiger gezeigt, wenn der Sender mit unbekannten Hunden interagierte. Es wurden zwar während des Experiments insgesamt viele Episoden aggressiven Verhaltens registriert, jedoch nur, wenn keine Beschwichtigungssignale des anderen Hundes vorausgingen. Wenn nach einer aggressiven Interaktion Calming signals gezeigt wurden, kam es in den meisten Fällen zur Deeskalation.

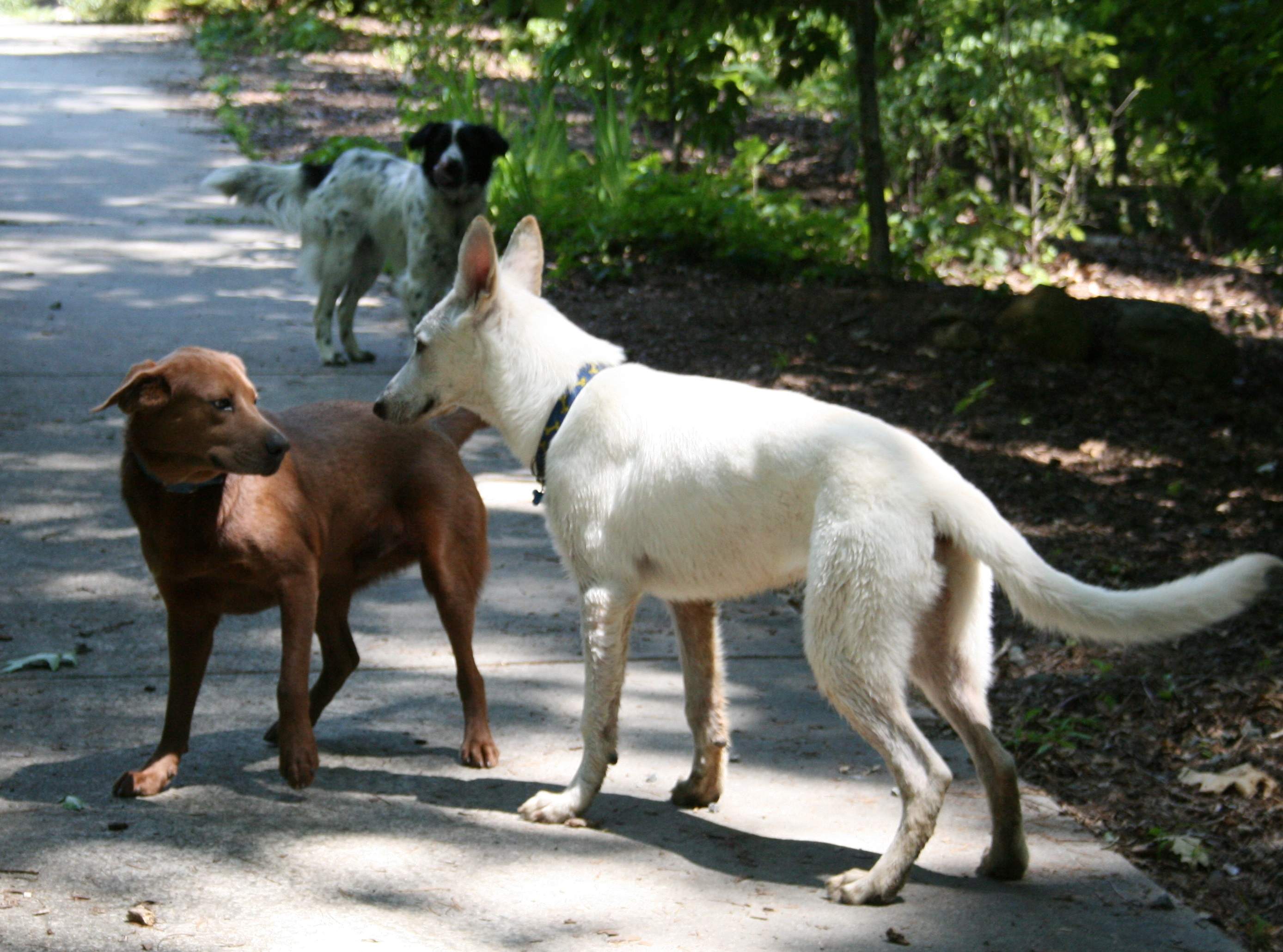
Hund links: Körperhöhe verringern, Ohren zurücklegen, Pfote heben.
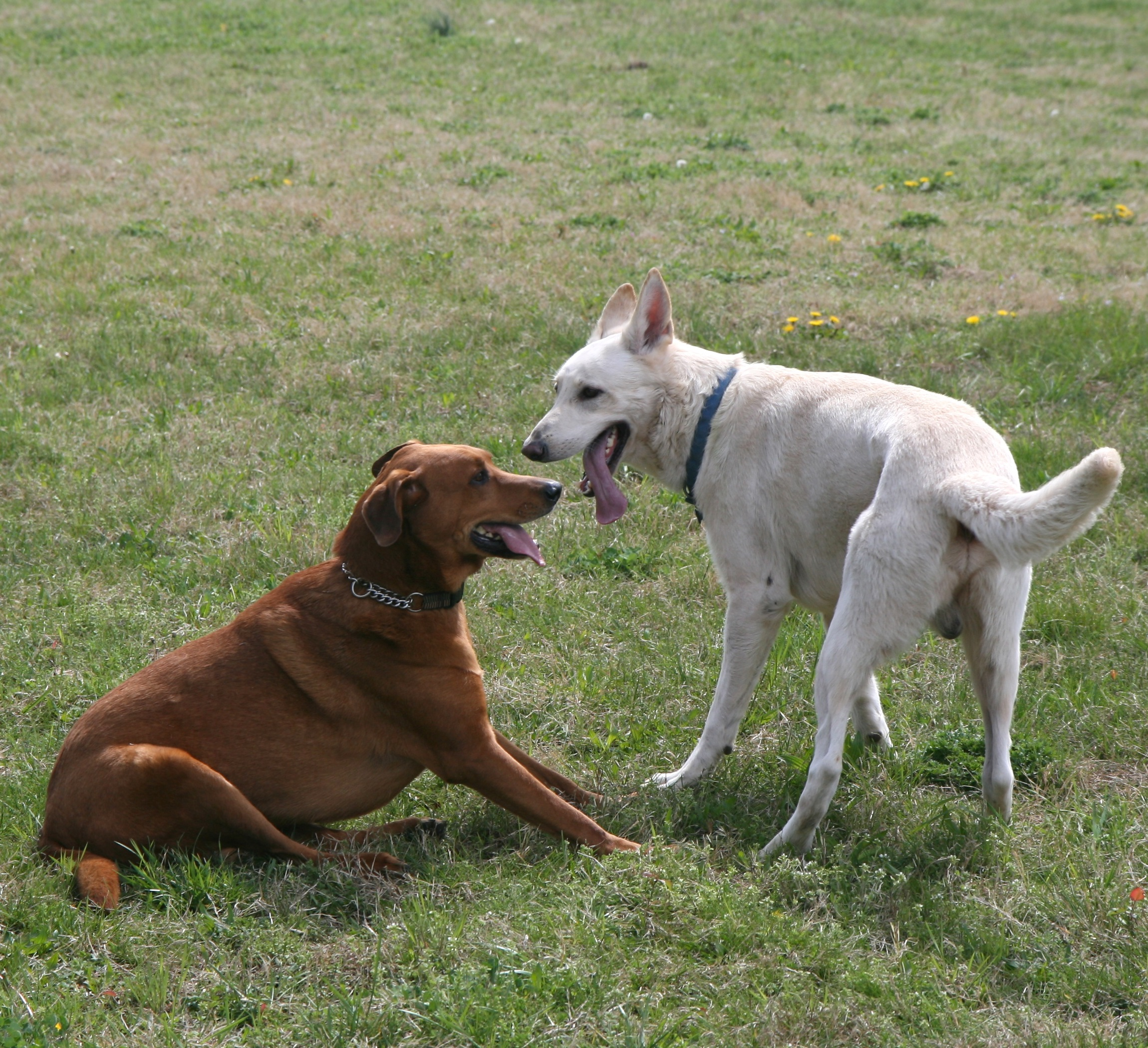
Hund links: Hinsetzen, Ohren zurücklegen.

Manche Hunde werden durch ihren Phänotyp in der Kommunikation eingeschränkt. Körperbau, Fellfärbung und -länge können starken Einfluss auf die Kommunikation von Hunden haben. Ein Hund, dessen Augen durch lange Haare verdeckt sind, wird das Beschwichtigungssignal „Augen zusammenkneifen“ nicht erfolgreich nutzen können. Bei kurzköpfigen Hunden (Brachycephalie) ist die Beweglichkeit der Gesichtsmuskulatur verringert, sie können nicht alle Signale der Mimik zeigen. Hunde, deren Rute kupiert wurde, haben einen Teil ihres Repertoires an Ausdrucksverhalten verloren.

## Calming signals von Hunden gegenüber Menschen
Menschliche Gesten der Zuneigung wie Festhalten, Küsse und Umarmungen lösen bei Hunden nicht selten Stressverhalten aus, da diese nicht der artspezifischen non-verbalen Kommunikation der Hunde entsprechen. Ebenso führen das Streicheln einer Pfote, das Umfassen der Schnauze mit der Hand oder Festhalten des Hunden am Boden zu Stressreaktionen. Die Verhaltenssignale, welche die Hunde während für sie unangenehmer Berührungen und während des Spielens mit Menschen aussenden, werden häufig missverstanden. Wenn die Kommunikation scheitert, kann der Stress von defensiven bis zu aggressiven Verhaltensweisen führen. Das Gelingen der Kommunikation spielt für die Vermeidung von Aggression eine Schlüsselrolle. Zu Eskalationen kann es vor allem dann kommen, wenn Beschwichtigungssignale wie Lecken der Nase, Blinzeln, Gähnen, Kopfwegdrehen, Zurücklegen der Ohren und Hecheln ignoriert werden. Für eine Umarmung gibt es in der Kommunikation zwischen Hunden keine Entsprechung, sie kann daher von einem Hund als verwirrend und potenziell bedrohlich empfunden werden und ist bei Kindern eine häufige Ursache für Hundebisse ins Gesicht.
Bei tierärztlichen Untersuchungen und Behandlungen zeigen die meisten Hunde mehr oder weniger ausgeprägte Angstreaktionen in Form erhöhter Bewegungsaktivität, Hecheln, Lecken der Lippen, Züngeln, Gähnen, gesenkter Körperhaltung, Heben der Pfoten und manchmal Lautäußerungen. Die Anwesenheit des Besitzers kann sich hier günstig auf das Wohlbefinden des Hundes auswirken.

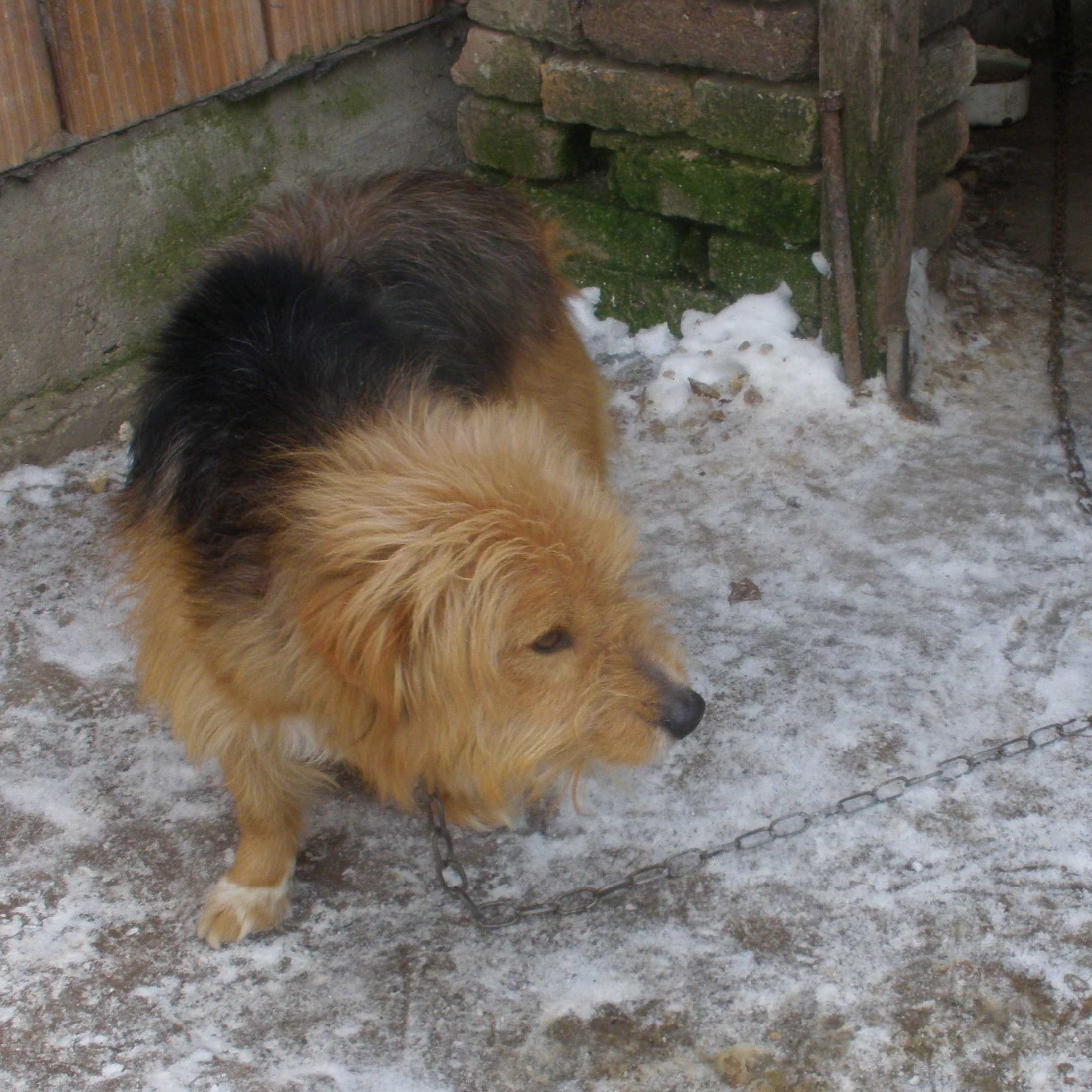
Kopf und Blick abwenden
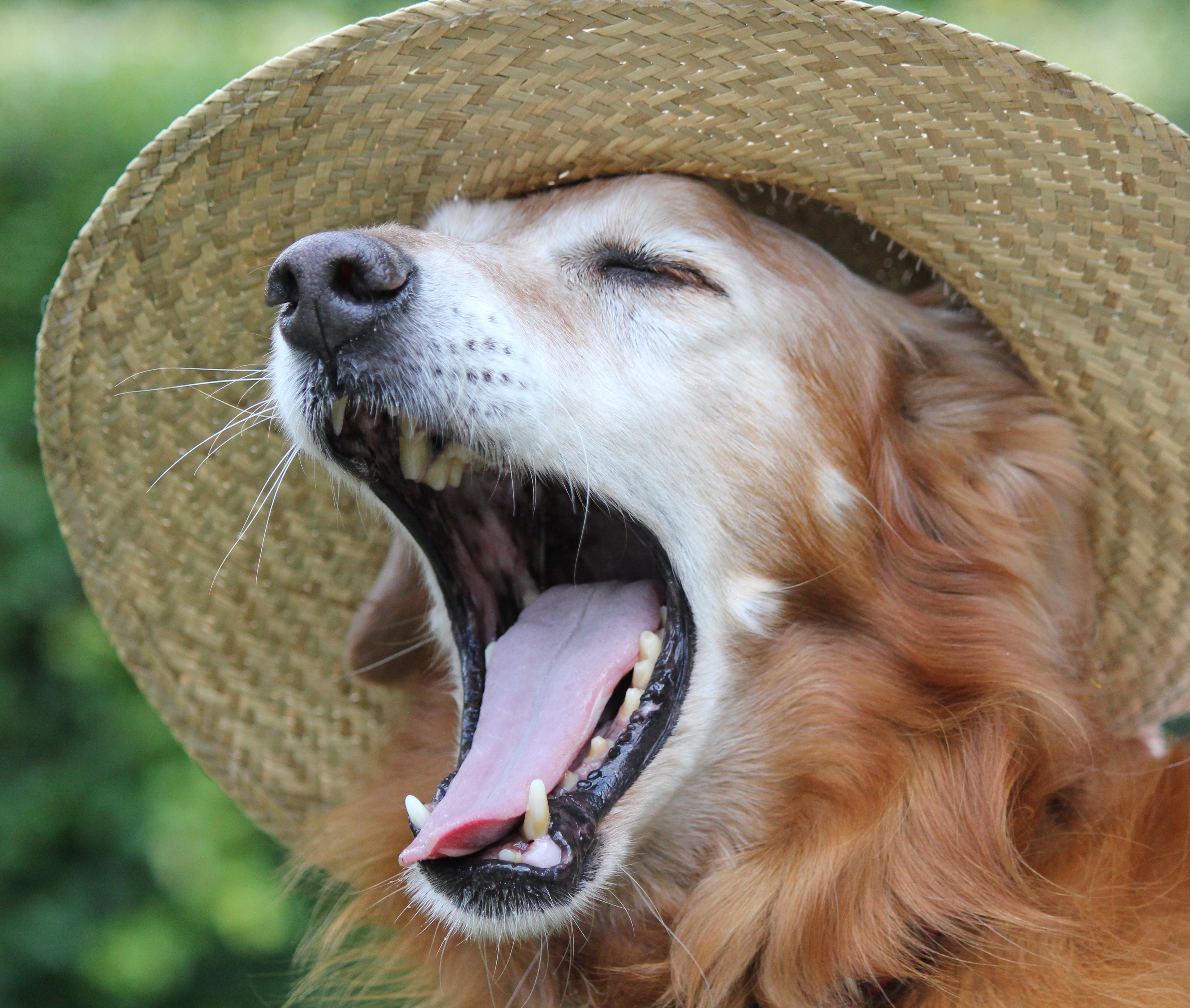
Gähnen
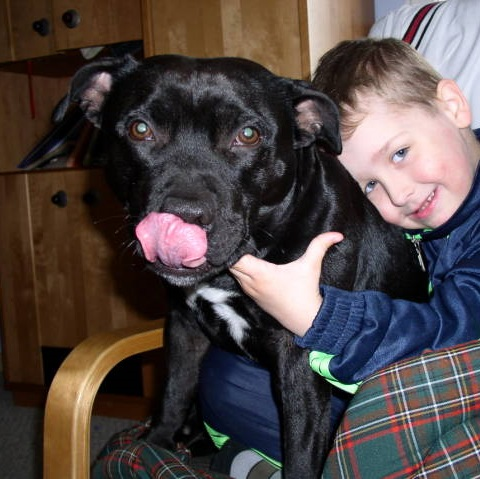
Züngeln bei einer Umarmung von hinten
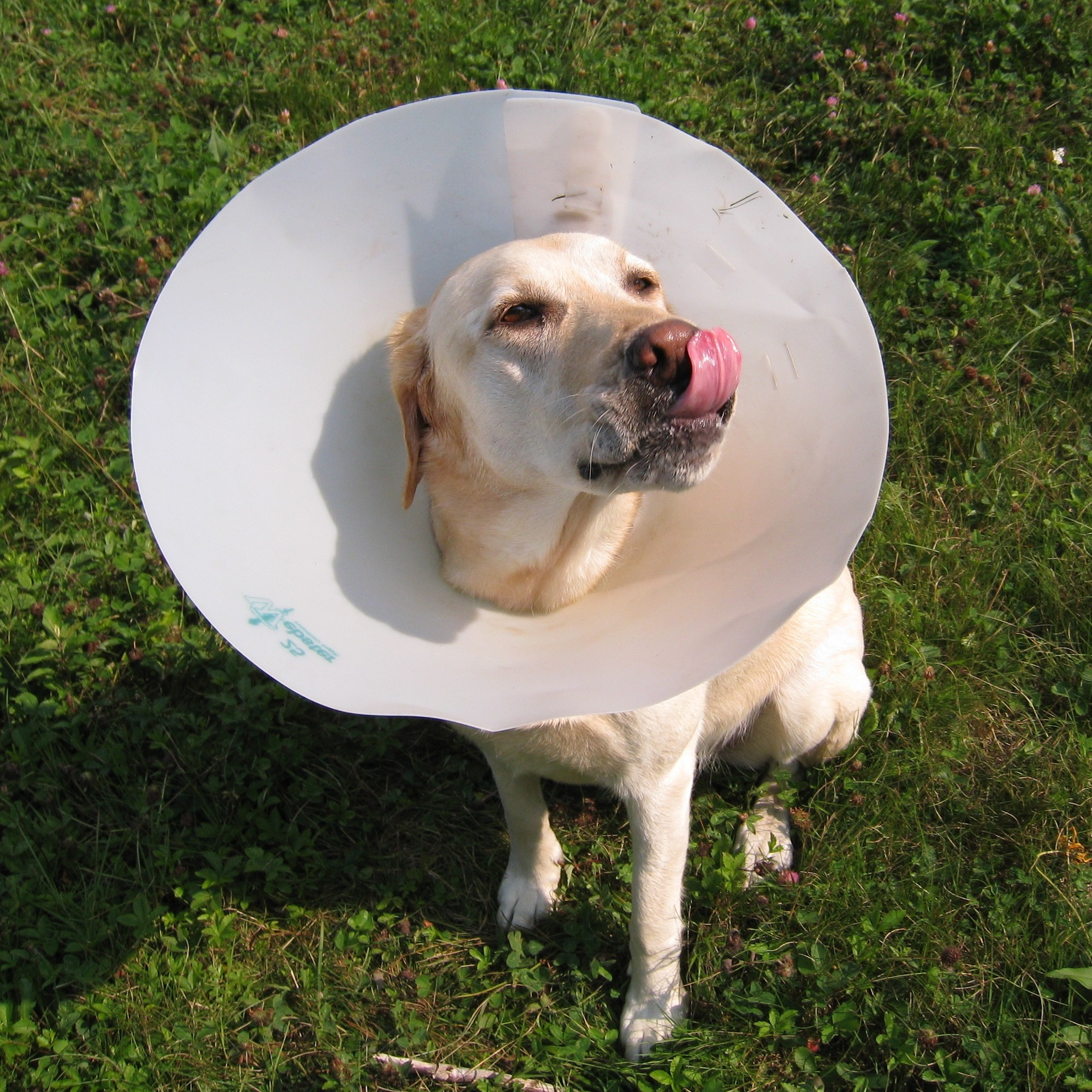
Züngeln beim Tragen eines Schutzkragens